# Yako
Yako ist eine Stadt (commune urbaine) und ein dasselbe Gebiet umfassende Departement im westafrikanischen Staat Burkina Faso, etwa 110 Kilometer nordwestlich der Hauptstadt Ouagadougou, in der Region Nord gelegen und Hauptstadt der Provinz Passoré. Im Gebiet mit 40 Dörfern und dem in sieben Sektoren gegliederten Hauptort leben 79.408 Einwohner (Zensus 2006).

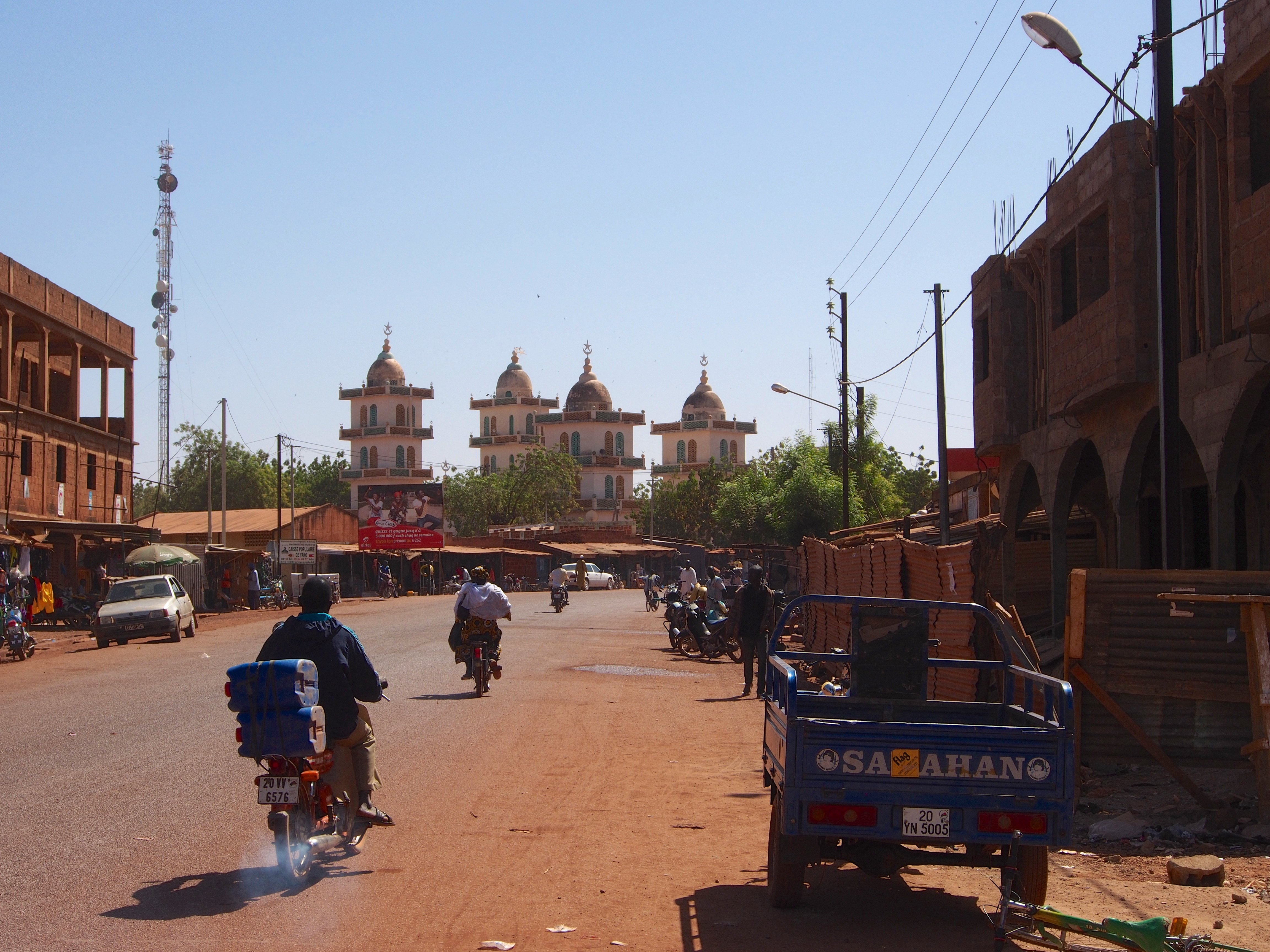
Moschee im Zentrum von Yako
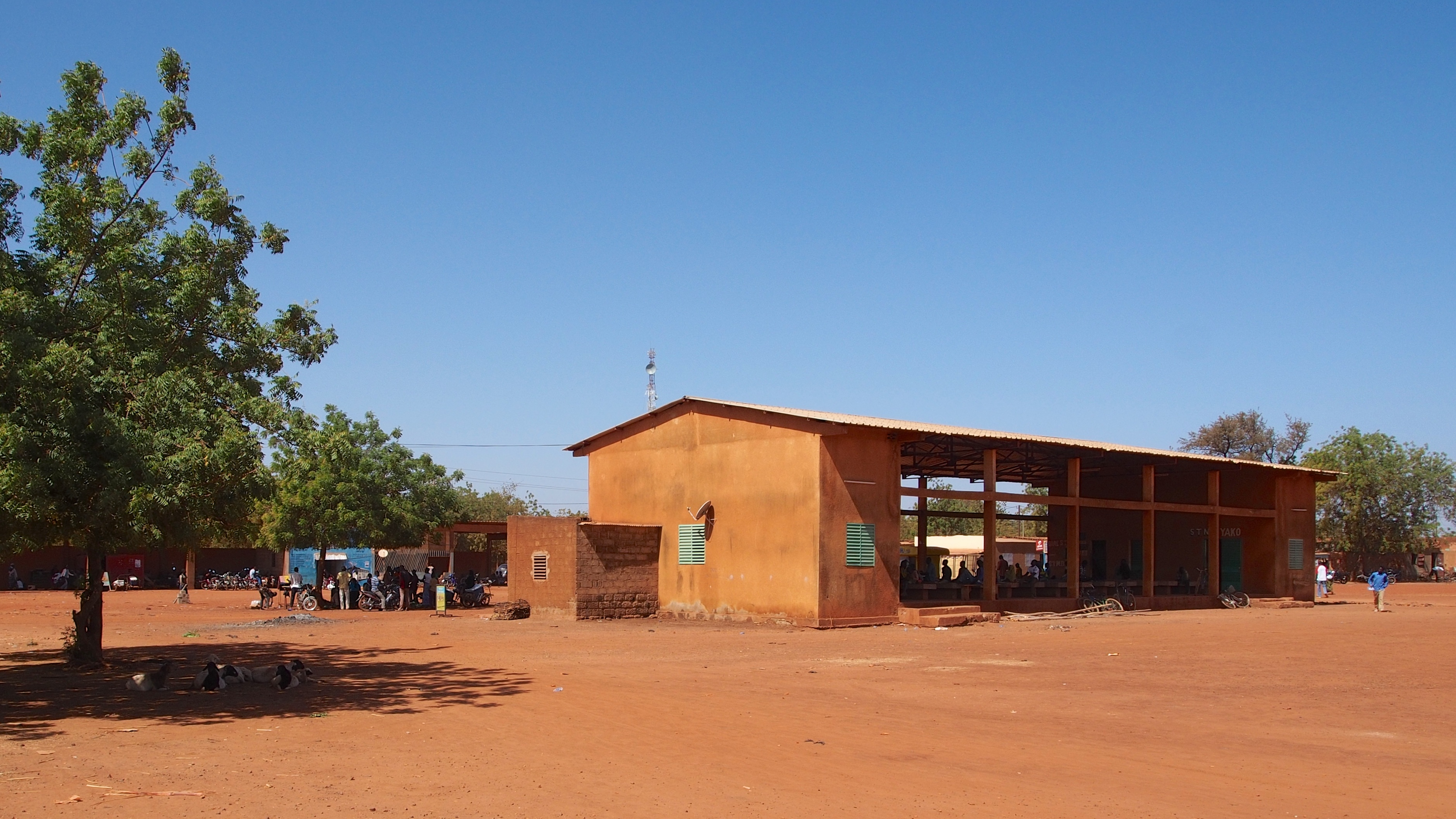
Busbahnhof von Yako

## Söhne und Töchter der Stadt
- Oumarou Kanazoé (1927–2011), Bauunternehmer
- Jean-Baptiste Kiéthéga (* 1947), Archäologe und Historiker
- Thomas Sankara (1949–1987), Militär und Politiker, Präsident von Burkina Faso
- Isaac Zida (* 1965), Militär und Politiker, seit dem 1. November 2014 Staatschef von Burkina Faso